# Municipio de Mills (condado de Ogemaw)
El municipio de Mills (en inglés: Mills Township) es un municipio ubicado en el condado de Ogemaw en el estado estadounidense de Míchigan. En el año 2010 tenía una población de 4291 habitantes y una densidad poblacional de 46,57 personas por km².

## Geografía
El municipio de Mills se encuentra ubicado en las coordenadas 44°12′15″N 84°4′7″O / 44.20417, -84.06861. Según la Oficina del Censo de los Estados Unidos, el municipio tiene una superficie total de 92.13 km², de la cual 88,63 km² corresponden a tierra firme y (3,8 %) 3,5 km² es agua.

## Demografía
Según el censo de 2010, había 4291 personas residiendo en el municipio de Mills. La densidad de población era de 46,57 hab./km². De los 4291 habitantes, el municipio de Mills estaba compuesto por el 95,11 % blancos, el 0,33 % eran afroamericanos, el 1,37 % eran amerindios, el 0,33 % eran asiáticos, el 0,14 % eran de otras razas y el 2,73 % eran de una mezcla de razas. Del total de la población el 1,84 % eran hispanos o latinos de cualquier raza.